# 1873-as gazdasági válság
Az 1873-as gazdasági válság Európában és Észak-Amerikában 1873-tól 1877-ig – Franciaországban és Nagy-Britanniában 1879-ig – tartott. Nagy-Britanniában a pánik a „hosszú depresszió” néven ismert két évtizedes stagnálást indította el, meggyengítve az ország gazdasági vezető szerepét. Az Amerikai Egyesült Államokban a pánik „Nagy Depresszió” néven volt ismert, amíg az 1929-es események és az 1930-as évek eleje új mércét nem állított fel.
Az 1873-as pániknak és az azt követő depressziónak számos kiváltó oka volt, amelyek relatív fontosságáról a gazdaságtörténészek vitatkoznak. Az amerikai infláció, a féktelen spekulatív befektetések (túlnyomórészt vasutakba), az ezüst demonetizálása Németországban és az Egyesült Államokban, a porosz–francia háború (1870–1871) okozta európai gazdasági zavarok hullámai, valamint a nagy chicagói tűzvész (1871) és a nagy bostoni tűzvész (1872) okozta jelentős vagyonveszteség hozzájárult ahhoz, hogy 1873 szeptembere és októbere között a New York-i bankok tőkéje 50 millió dollárról 17 millió dollárra zuhant.
A válság első tünetei az Osztrák–Magyar Monarchia fővárosában, Bécsben bekövetkezett pénzügyi csődök voltak, amelyek 1873-ra Európa nagy részére és Észak-Amerikára is átterjedtek.
A marxista válságelmélet szerint ez a válság a  a tőkés társadalom periodikus túltermelési válságainak sorába tartozott.

## Amerikai Egyesült Államok

### Tényezők
Az amerikai polgárháborút (1861–1865) a vasútépítés fellendülése követte. 1868 és 1873 között 33 000 mérföld (53 000 km) új pályát fektettek le az országban, és a vasúti beruházások iránti őrületet főleg a kormányzati földtámogatás és a vasutaknak nyújtott támogatás fűtötte. A vasúti ipar a mezőgazdaság után a legnagyobb foglalkoztató volt az Egyesült Államokban, és nagy pénzösszegekkel és kockázatokkal járt. A spekulánsoktól érkező nagy összegű pénzinjekció látványos növekedést okozott az iparágban, valamint a dokkok, gyárak és kiegészítő létesítmények építésében. A legtöbb tőkét olyan projektekbe vonták be, amelyek nem hoztak azonnali vagy korai megtérülést.

### Az 1873. évi pénzverési törvény
Az északi vasúti fellendülésből gazdasági túlburjánzás időszaka következett be, mielőtt gazdasági visszaesések sorozata következett: az 1869-es fekete pénteki pánik, az 1871-es chicagói tűzvész, a lóinfluenza kitörése és az 1872-es bostoni tűzvész, valamint az ezüst 1873-as demonetizálása.
A Német Birodalom azon döntése, hogy 1871-ben beszünteti az ezüst tallér érmék verését, a kereslet visszaesését és az ezüst értékének csökkenését okozta, ami viszont az Egyesült Államokra is hatással volt, mivel az ezüstkészlet nagy részét ott bányászták. Ennek következtében az amerikai kongresszus elfogadta az 1873. évi érmeváltási törvényt, amely megváltoztatta a nemzeti ezüstpolitikát.
A törvényt megelőzően az USA mind arannyal, mind ezüsttel fedezte fizetőeszközét, és mindkét típusú érmét veretett. A törvény az Egyesült Államokat de facto aranystandardra állította át, ami azt jelentette, hogy többé nem vásárolt ezüstöt törvényes áron, és nem váltott ezüstöt a lakosságtól ezüstérmékre, de továbbra is ezüstdollárokat veretett exportra kereskedelmi dollár formájában.
A törvény azonnali hatása az volt, hogy leszorította az ezüst árát, ami ártott a nyugati bányászati érdekeltségeknek – akik a törvényt „a '73-as bűntett”-nek nevezték –, de hatását némileg ellensúlyozta az Ázsiában használatos ezüst kereskedelmi dollár bevezetése és a nevadai Virginia Cityben felfedezett új ezüstlelőhelyek, amelyek új bányászati beruházásokat eredményeztek. A törvény a hazai pénzkínálatot is csökkentette, ami megemelte a kamatlábakat és ártott a farmereknek és mindazoknak, akik nagy adósságterhet viseltek. Az ebből fakadó felháborodás megkérdőjelezte az új politika tarthatóságát. Az Egyesült Államok monetáris politikájának instabilitását érzékelve a befektetők elzárkóztak a hosszú lejáratú kötelezettségektől, különösen a hosszú lejáratú kötvényektől. A problémát súlyosbította a vasútépítési boom, amely akkor már a későbbi szakaszában volt.
Az USA gazdasága 1873 szeptemberében válságba került.

### Jay Cooke & Company csődöt jelent
1873 szeptemberében a Jay Cooke & Company, az ország bankrendszerének egyik fő eleme, nem tudott több millió dollárnyi Northern Pacific Railway-kötvényt értékesíteni. Jay Cooke cége, sok más céghez hasonlóan, nagy összegeket fektetett be a vasútba. Egyes befektetési bankok ekkor még több tőkére vágytak vállalkozásaikhoz, Ulysses S. Grant amerikai elnök monetáris politikája, amely a pénzkínálat szűkítésére és ezáltal a kamatlábak emelésére irányult, tovább rontotta az eladósodottak helyzetét. A vállalkozások bővültek, de a növekedés finanszírozásához szükséges pénz egyre szűkösebb lett.
Cooke és más vállalkozók a második transzkontinentális vasútvonal, az Északi Csendes-óceáni Vasútvonal megépítését tervezték. Cooke cége biztosította a finanszírozást, és 1870. február 15-én a minnesotai Duluth közelében megtörtént a vonal alapkőletétele. A vasút több mint 1,5 millió dollárt vett fel kölcsönként a Cooke & Co-tól, de képtelen volt visszafizetni azt.
A Crédit Mobilier-botrány miatt egyre nehezebbé vált a bővülő finanszírozási hiány megoldása. 1873 szeptemberében, amikor Cooke épp egy 300 millió dolláros állami kölcsönt akart megpendíteni, olyan hírek keringtek, hogy cége hitele szinte értéktelenné vált. Az európai pénzügyi válságok miatt Cooke nem tudta külföldön értékesíteni az értékpapírokat. Szeptember 18-án a cég csődöt jelentett.

### Biztosítási ágazat
Számos amerikai biztosítótársaság tönkrement, mivel a romló pénzügyi feltételek fizetőképességi problémákat okoztak az életbiztosítóknak. A túlélő társaságok közös jellemzője az volt, hogy mindegyik tontinát (életjáradékot) forgalmazott.

### Hatások

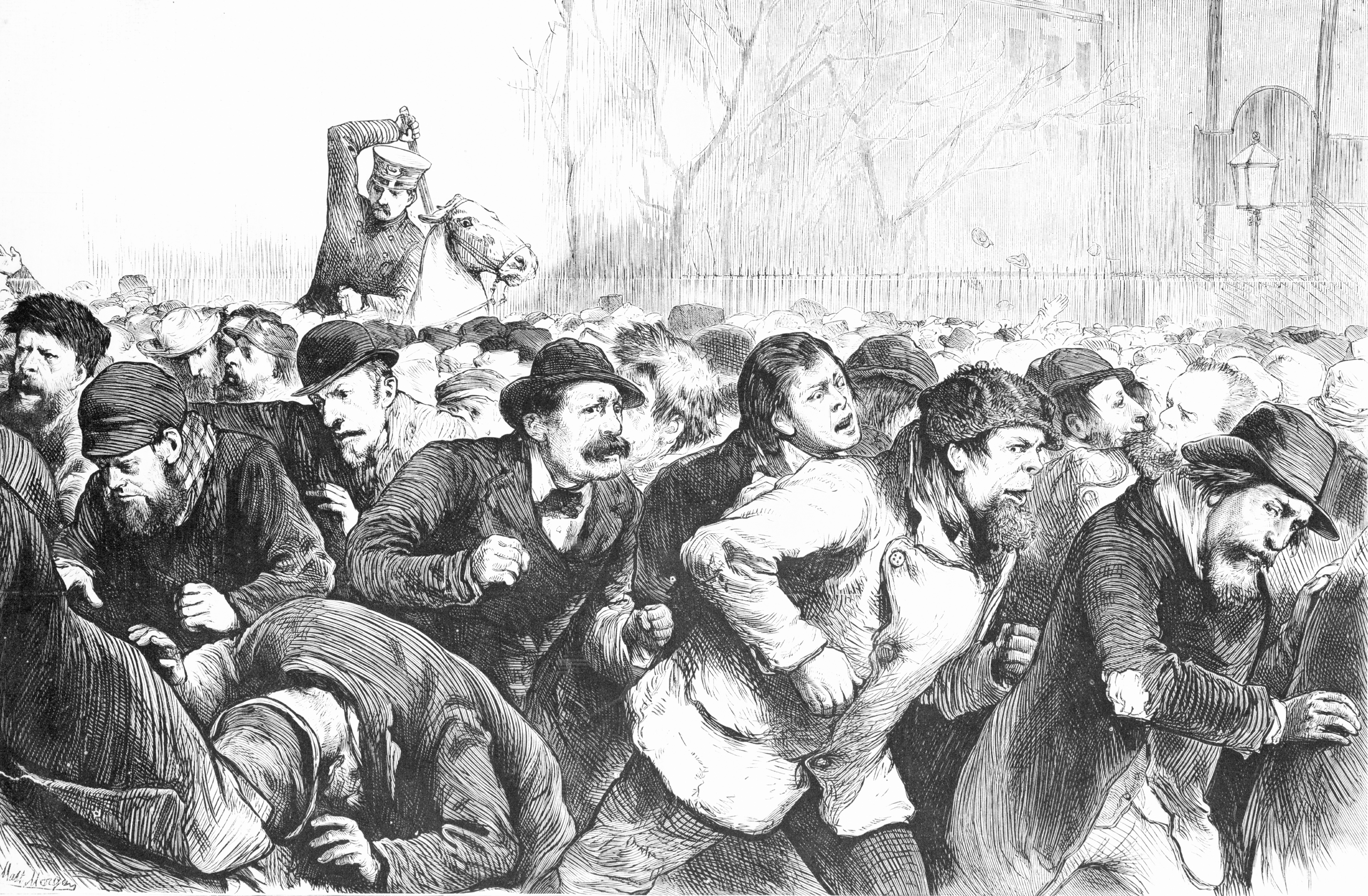
A New York-i rendőrség erőszakos támadása munkanélküli munkások ellen a Tompkins Square Parkban, 1874

Jay Cooke bankjának, majd nem sokkal később Henry Clews bankjának csődje bankcsődök láncreakcióját indította el, és ideiglenesen bezárta a New York-i tőzsdét. A gyárak elkezdték elbocsátani a munkásokat, miközben az ország depresszióba süllyedt. A pánik hatásait gyorsan érezték New Yorkban (ahol a munkások 25%-a vált munkanélkülivé), és lassabban Chicagóban, Virginia Cityben, Nevadában (ahol aktív ezüstbányászat folyt) és San Franciscóban. New Hampshire-ben az államkassza annyira kimerült a kieső adóbevételek miatt, hogy az állami kormányzat magánérdekeltségekhez fordult pénzügyi támogatásért, köztük D. Ralph Lolbert tea- és lőporgyároshoz.
A New York-i tőzsde szeptember 20-tól tíz napra bezárt. 1873 novemberére az ország vasútvállalatai közül mintegy 55 ment tönkre, és a válság első évfordulójáig további 60 ment csődbe. Míg 1872-ben 7 500 mérföld (12 100 km), addig 1875-ben pedig mindössze 1 600 mérföld (2 600 km) volt az új vasútvonalak építése, és 1873 és 1875 között 18 000 vállalkozás ment tönkre. 
A munkanélküliség 1878-ban érte el a csúcsot 8,25%-kal. Az építkezések leálltak, a bérek csökkentek, az ingatlanok értéke csökkent, a vállalati nyereségek pedig eltűntek.
1874-ben a kongresszus elfogadta a "Ferry Billt", amely lehetővé tette a pénznyomtatást, növelve az inflációt és csökkentve az adósságok értékét. 1874-ben Grant elnök megvétózta a törvényt. 1875-ben a kongresszus elfogadta az 1875-ös Specie Resumption Act-et, amely az Egyesült Államok fizetőeszközét arannyal fedezte. 1875-ben az amerikai fizetőeszköz arannyal való fedezése segített megfékezni az inflációt és stabilizálni a dollárt.

## Lásd még
- 1873. évi krach
- 1857-es pénzügyi pánik
- 1893-as pénzügyi pánik

### Évkönyvek
- Appleton's Annual Cyclopedia...for 1873 (1879) a Google Könyvekben
- Appleton's Annual Cyclopedia...for 1875 (1877) a Google Könyvekben
- Appleton's Annual Cyclopedia...for 1876 (1885) a Google Könyvekben
- Appleton's Annual Cyclopedia...for 1877 (1878) a Google Könyvekben